# リン・ヒル

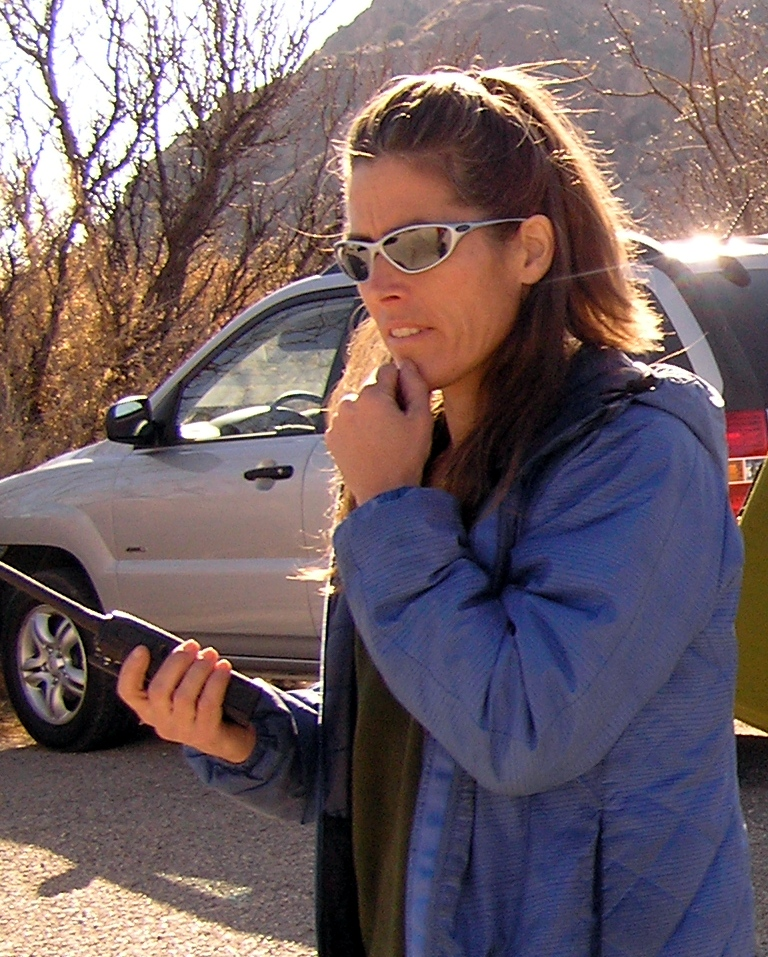
リン・ヒル

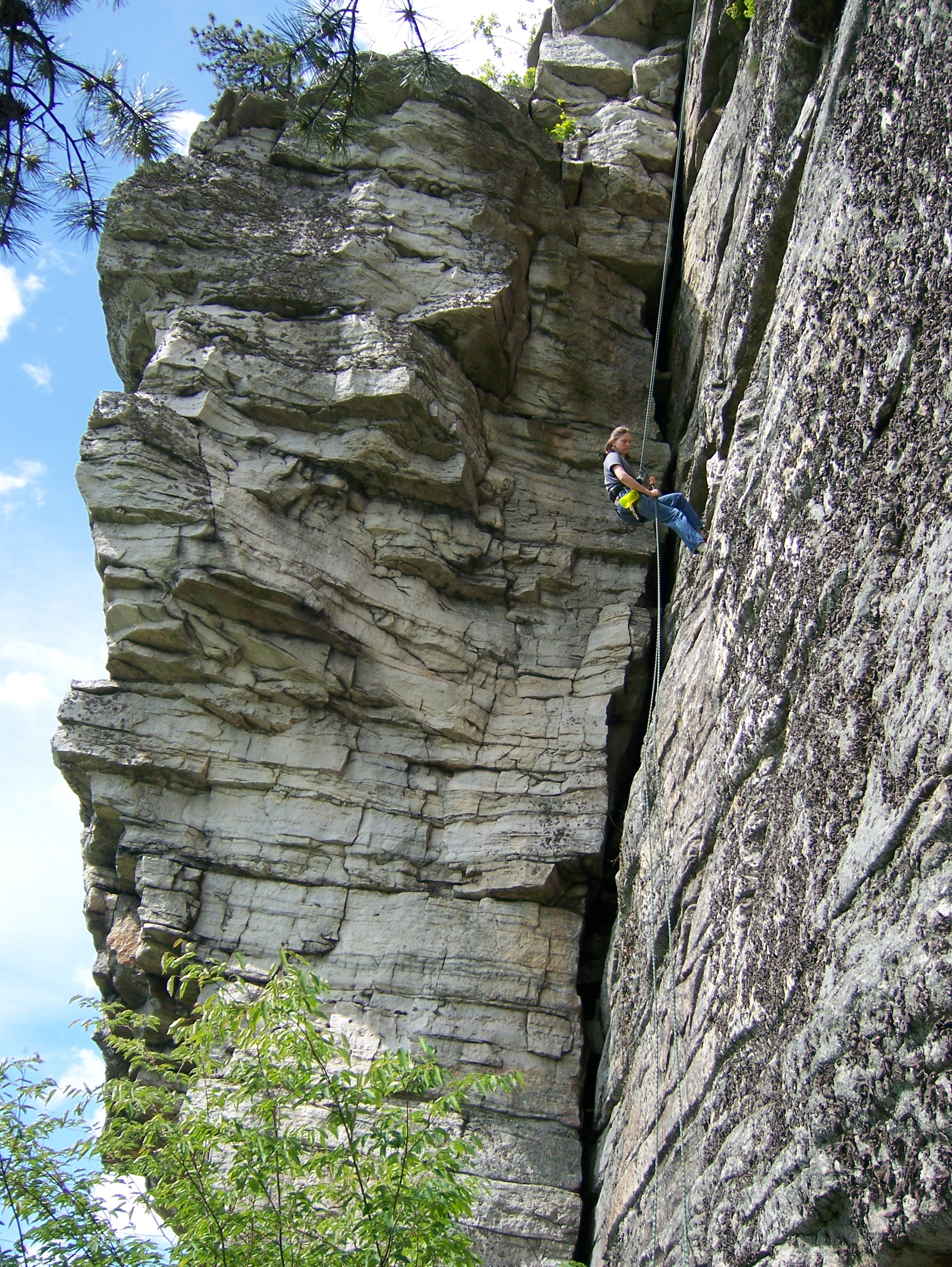

リン・ヒル(Lynn Hill、1961年 - )はアメリカの女性フリークライマー。
ヨセミテ国立公園にあるエル・キャピタンのノーズ・ルートでのフリー初登頂で知られる。

## 人物
- ミシガン州デトロイト出身。
- 13歳の時にYMCAで体操を学び、そこで得た身体操作の技術をクライミングのムーブに活かしている。

## 主な成果
- エルキャピタン　ノーズ・ルート　フリークライミングでの初登攀(1993年)
- エルキャピタン　ノーズ・ルート　23時間でフリークライミングでは初のワンデイ･アッセント(1994年)